# Protoesperanto
Protoesperanto (o pra-Esperanto en esperanto) és el terme actual per definir qualsevol de les anteriors etapes de desenvolupament de la llengua construïda per Ludwik Lejzer Zamenhof prèvies a la publicació de l'Unua Libro el 1887.
Quan era un xiquet, Zamenhof va tenir la idea de crear un idioma auxiliar per a la comunicació internacional. Originalment va voler reviscolar alguns dels aspectes del llatí o del grec antic, creant versions simplificades, però amb el pas dels anys es va adonar que seria necessari crear un idioma nou per a eixe propòsit. Durant l'adolescència va treballar en un projecte fins que va creure que estava enllestit per publicar-se. El 17 de desembre del 1878 (quasi un any abans de la publicació del Volapük) Zamenhof va celebrar el seu aniversari i el naixement de l'idioma amb uns amics, als quals va agradar el projecte. En eixe moment va batejar l'idioma com Lingwe Uniwersala ("Llengua Universal").
En entrar en la universitat, Zamenhof va entregar el seu treball a son pare, Mordechai, perquè el guardara fins que acabara els estudis de medicina. Son pare, potser perquè no entenia les idees del seu fill o potser anticipant-se als problemes que li portaria la policia tsarista, va cremar el treball. Zamenhof no va saber d'això fins al 1881, any en què degué crear una nova versió de l'idioma.

## LaLingwe uniwersaladel 1878
Actualment disposem només 4 línies de l'etapa Lingwe Uniwersala de l'any 1878. És un tros d'una cançó que va compondre Zamenhof:
|  | Malamikete de las nacjes,   |  | Enemistat de les nacions,        |
|  | Cadó, Cadó, jam temp' está; |  | Cau, cau, ja és el moment!;      |
|  | La tot' homoze in familje   |  | Tota la humanitat en una família |
|  | Konunigare so debá.         |  | S'ha d'unir.                     |

En Esperanto modern, això seria,

Malamikeco de la nacioj,
Falu, falu, jam temp' estas;
La tuta homar' en familion
Kununuigi sin devas.

## Lalingvo universaladel 1881
Zamenhof va reprendre el seu projecte en tornar de la universitat, i va millorar les seues idees per a l'idioma en els anys que seguiren. La majoria de les millores es van fer necessàries al moment de traduir literatura i poesia d'altres idiomes. Una mostra d'esta segona etapa de l'idioma és est extracte d'una carta del 1881:
Ma plej kara miko, kvan ma plekulpa plumo faktidźas tiranno pu to. Mo poté de cen taj brivoj kluri ke sciigoj de fu-ći specco debé blessi tal fradal kordol ...
Actual: Mia plej kara amiko, kiel mia plej kulpa [?] plumo fariĝas tirano por vi. Mi povas de cent da viaj leteroj konkludi ke sciigoj de tiu-ĉi speco devas vundi vian fratan koron ...
(Estimat amic meu, com la meua ploma ha esdevingut un tirà per a tu!. D'un centenar de les teues cartes puc concloure que anuncis d'este tipus deuen ferir el teu cor de germà...)
I en esta etapa la lletra v havia reemplaçat la w per al so [v]; la inflexió verbal de persona i nombre havia sigut deixada; el plural nominal era -oj en lloc de -es; i els casos nominals havien sigut reduïts a dos (encara que el genitiu -es existeix encara hui en dia, però només sobreviu en els correlatius o veus simples). A més de la forta influència eslava en l'ortografia ((ć, dź, ħ, ś, ź en lloc de ĉ, ĝ, ĥ, ŝ, ĵ) en comparació amb l'idioma actual, i el sufix acusatiu -l, algunes formes verbals tenien l'accentuació tònica a l'última síl·laba.
La conjugació verbal era: temps present -é, passat -u, futur -uj, condicional -á, jusiu -ó i infinitiu -e o -i.
Els pronoms acabaven en o nominal (i una a adjectival per als possessius), però hi havia diferències, incloent-hi el gènere en la tercera persona plural:
| pronoms del 1881 | singular | plural |
| 1ª persona       | mo       | no     |
| 2ª persona       | to       | vo     |
| 3ª masculí       | ro       | po     |
| 3ª femení        | śo       | o      |
| 3ª reflexiu      | so       | so     |

Posteriorment l'accentuació tònica final va ser abandonada, en favor d'una accentuació tònica regular - sempre a la penúltima síl·laba -, i l'antiga forma plural -s esdevingué un marcador per a temps finits. Els diacrítics aguts (´) eslaus es van transformar en circumflexos (^) per evitar "nacionalismes", i les noves bases per a les lletres ĵ, ĝ (en lloc de les formes eslaves ź, dź) van ajudar a conservar l'aparença escrita del vocabulari germànic i romanç.
El 1887, Zamenhof publica l'Unua Libro ("Primer Llibre"), que descriu l'idioma Esperanto tal como el coneixem hui en dia. En una carta a Nikolai Borovko va escriure:
"He treballat per sis anys perfeccionant i provant l'idioma, va ser l'any 1887 quan em va semblar que estava completament enllestit."
Gaston Waringhien, en el seu llibre Lingvo kaj Vivo ("Idioma i vida"), va analitzar l'evolució de l'idioma usant manuscrits del 1881, 1882, i 1885.